# Babylon by Bus
Babylon by Bus — концертный альбом ямайской рэгги-группы Bob Marley & The Wailers, вышедший в 1978 году.
Считается, что треки на альбоме (за исключением двух) записаны с трёх концертов в Pavillon de Paris 25-27 июня 1978 года, во время Kaya Tour. При этом «Heathen», «Lively Up Yourself», «Concrete Jungle» и «Is This Love» исполнялись довольно редко, а «Kinky Reggae» не исполнялась коллективом с 1976 года, поэтому неизвестно, с какого она концерта.

## Обложка
Как и в случае с Catch a Fire, обложка пластинки была необычной. Окна автобуса на фронтальной области были вырезаны, показывая фотографии музыкантов на внутренней обложке. Поскольку альбом двойной, у покупателя была возможность установить четыре варианта изображения.

## Список композиций
| №  | Название             | Автор(ы)            | Длительность |
| -- | -------------------- | ------------------- | ------------ |
| 1. | «Positive Vibration» | Винсент Форд        | 5:48         |
| 2. | «Punky Reggae Party» | Боб Марли, Ли Перри | 5:52         |
| 3. | «Exodus»             | Марли               | 7:40         |

| №  | Название                                                                | Автор(ы)              | Длительность |
| -- | ----------------------------------------------------------------------- | --------------------- | ------------ |
| 1. | «Stir It Up» (запись с концерта в Lyceum Theatre, Лондон, 18 июля 1974) | Марли                 | 5:21         |
| 2. | «Rat Race» (запись с концерта в Hammersmith Odeon, Лондон, 1976)        | Боб Марли, Рита Марли | 3:30         |
| 3. | «Concrete Jungle»                                                       | Марли                 | 5:40         |
| 4. | «Kinky Reggae»                                                          | Марли                 | 4:49         |

| №  | Название                            | Автор(ы)                            | Длительность |
| -- | ----------------------------------- | ----------------------------------- | ------------ |
| 1. | «Lively Up Yourself»                | Марли                               | 6:21         |
| 2. | «Rebel Music (3 O'Clock Roadblock)» | Карлтон Барретт, Хью Пирт           | 5:22         |
| 3. | «War / No More Trouble»             | Эштон Барретт, Алан Коул, Боб Марли | 5:31         |

| №  | Название       | Автор(ы) | Длительность |
| -- | -------------- | -------- | ------------ |
| 1. | «Is This Love» | Марли    | 7:30         |
| 2. | «Heathen»      | Марли    | 4:30         |
| 3. | «Jamming»      | Марли    | 5:44         |

## Участники записи
- Боб Марли — вокал, ритм-гитара
- Эштон Барретт[англ.] — бас-гитара
- Тайрон Дауни[англ.] — клавишные
- Карлтон Барретт[англ.] — ударные
- Эл Андерсон[англ.] — соло-гитара
- Джулиан Марвин[англ.] — соло-гитара
- Элвин Паттерсон[англ.] — перкуссия
- Эрл Линдо[англ.] — клавишные
- I Threes — бэк-вокал